# セリュックスホールディングス
株式会社セリュックスホールディングスは、東京都渋谷区千駄ヶ谷に置くレストランの運営ならびにコンサルティング事業を中心とする外食産業企業である。

## 概要
創業者兼現代表取締役の大塚啓が2006年7月1日東京都新宿区歌舞伎町に有限会社セリュックスを設立。2006年8月22日東京都新宿歌舞伎町に「teji-tokyo　本店」を開店し、飲食店経営を開始。
2009年5月14日株式会社ディーズとの業務提携を結び「暗闇坂宮下　青山」の運営を開始する。同年、特例有限会社から株式会社に組織変更を行い「株式会社セリュックス」を設立、事業譲渡により「暗闇坂宮下 麻布」「暗闇坂宮下　青山」「洋食MIYASHITA」の運営を開始する、2011年に株式会社CFコーポレーションより「おいしんぼ　神楽坂店」「新宿神楽坂 久露果亭」「和楽　神楽坂店」の営業権を譲渡され運営を開始する。2012年1月1日株式会社レインズインターナショナルより株式の分割により譲り受け、レッドロブスタージャパン株式会社を設立し運営に関する一切の権利を取得し100％子会社にした。
ホールディングスカンパニーとなり、事業会社の運営サポートをメインにしながらコンサルティング業務を行っている。東京都墨田区押上　東京スカイツリー展望台にある「SKY　RESTAURANT634」、TBSの赤坂サカスで行われた夏イベント「デリシャカス」（2014年、2015年）、鹿児島県志布志市「ＪAあおぞら」のお茶、芋の六次産業化プロジェクトなどを手掛けている。